# Troisième bataille de Séoul
Guerre de Corée
Batailles
Offensive nord-coréenne :

(juin 1950 - septembre 1950)
- Pokpung
- Chuncheon
- Séoul (1re)
- Busan (navale)
- Chumunjin
- Osan
- Pyeongtaek
- Cheonan
- Chochiwon
- Daejeon
- Sangju
- Yongdong
- Hwanggan
- Notch
- Périmètre de Busan

Contre-offensive de l'ONU :

(septembre 1950 - octobre 1950)
- Incheon
- Bombardement de Pyongyang
- Pyongyang

Intervention chinoise :

(octobre 1950 - avril 1951)
- Onjong
- Unsan
- Chongchon (Wawon)
- Réservoir de Chosin
- Évacuation de Hŭngnam
- Séoul (3e)
- Twin-Tunnels
- Jipyeong-ri
- Imjin
- Kapyong

Impasse :

(août 1951 - juillet 1953)
- Crèvecœur
- Fleuve Han
- Opération Commando
- Maryang San
- Suncheon
- Barrage de Sui-Ho
- Triangle Hill
- le Crochet
- Fleuve Samichon
- Armistice de Panmunjeom

Post armistice :
- Raid sur la Maison Bleue
- Attaque de l'EC-121
- Incident du peuplier
- Infiltration de Gangneung
- Guerre du crabe

La troisième bataille de Séoul, aussi connue comme l'offensive chinoise du Nouvel An (chinois simplifié : 第三次战役西线 ; pinyin : Dì Sān Cì Zhàn Yì Xī Xiàn), est une bataille de la guerre de Corée qui se déroule du 31 décembre 1950 au 7 janvier 1951. Au lendemain de la grande victoire chinoise à la bataille du Chongchon, le Commandement des Nations unies en Corée commence à envisager la possibilité d'évacuer la péninsule Coréenne. En apprenant cette évolution, le président chinois Mao Zedong ordonne à l’Armée des volontaires du peuple chinois (AVPC) de traverser le 38e parallèle afin de faire pression sur les forces des Nations unies et les rejeter de Corée du Sud.
Le soir du réveillon du Nouvel An 1950, la 13e armée chinoise attaque les 1re, 2e, 5e et 6e divisions d'infanterie de l’armée de terre de la République de Corée (ROK), le long du 38e parallèle, enfonçant les forces des Nations unies au voisinage des rivières Imjin et Hantan, de Gapyeong et de Chuncheon. Afin d’empêcher les forces chinoises de submerger les défenses, la 8e armée des États-Unis sous le commandement du lieutenant-général Matthew B. Ridgway évacue Séoul le 3 janvier 1951.
Bien que les forces chinoises capturent Séoul à la fin de la bataille, l'invasion chinoise en Corée du Sud galvanise le soutien à l'intervention onusienne et l'idée d'évacuation de la péninsule est abandonnée par le Commandement des Nations unies. Dans le même temps, l’armée des « volontaires chinois » est épuisée après des mois de combats sans interruption depuis le début de leur intervention, permettant ainsi aux forces des Nations unies de reprendre l'initiative en Corée.

## Contexte

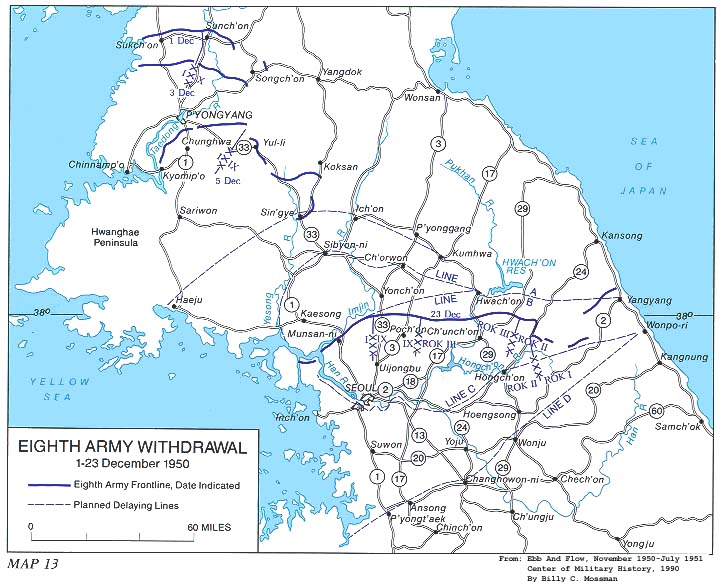
Carte du retrait de la 8e armée américaine, 1er au 23 décembre 1950.

Après l’entrée en guerre de la République populaire de Chine en Corée au cours de l'hiver 1950, le conflit entre dans une nouvelle phase. Afin d'empêcher la Corée du Nord de tomber sous le contrôle des Nations unies après le débarquement d'Incheon, les volontaires chinois lancent une série d'attaques surprises contre les forces de l'ONU près de la frontière sino-coréenne à la fin de 1950. Après la bataille de la rivière Chongchon et celle du Réservoir de Chosin, les forces de l'ONU sont contraintes de se replier sur le 38e parallèle en décembre 1950, alors que les forces chinoises et nord-coréennes reprennent une grande partie de la Corée du Nord. 
Sur le front ouest, après la défaite désastreuse de la bataille du Chongchon, la 8e armée (États-Unis) est aussi contrainte de se retirer de la rivière Imjin et d’établir des positions défensives autour de la capitale sud-coréenne. On donne l'ordre à la 8e armée de tenir Séoul aussi longtemps que possible pendant que le général Douglas MacArthur organise une série de retraits vers le périmètre de Pusan pensant les forces des Nations unies sur le point d'être submergé en Corée. Le général Walton Walker, commandant de la 8e armée, est tué dans un accident de la circulation le 23 décembre. Le commandement est alors assumé par le lieutenant-général Matthew B. Ridgway à partir du 26 décembre 1950. À l'ONU, un cessez-le-feu le long du 38e parallèle est proposé à la Chine le 11 décembre 1950 afin d'éviter une nouvelle escalade des hostilités entre cette dernière et les États-Unis.
Alors que les forces chinoises sont affaiblies par les batailles précédentes avec près de 40 pour cent de ses forces hors de combat, ses victoires inattendues sur les forces de l'ONU convainquent les dirigeants chinois de leur l'invincibilité. Immédiatement après la victoire de la 13e armée chinoise sur la 8e armée américaine à la rivière Chongchon, Mao Zedong envisage une autre offensive contre les forces de l'ONU sur l'insistance du Premier ministre nord-coréen Kim Il-sung. Après avoir appris les plans de MacArthur et le cessez-le-feu envisagé par l'ONU, Mao estime que l'évacuation de la péninsule coréenne par les forces onusiennes est imminente. Si la faiblesse de la logistique chinoise empêche ses forces de lancer une invasion à grande échelle contre la Corée du Sud, Mao ordonne à la 13e armée de lancer la troisième phase de la campagne (du 31 décembre 1950 au 8 janvier 1951), pour hâter le retrait des Nations unies et démontrer la volonté chinoise d’obtenir une victoire totale. Le 23 décembre 1950, le ministre des Affaires étrangères de la Chine, Zhou Enlai rejette formellement le cessez-le-feu et exige le retrait de toutes les forces de l'ONU de la péninsule Coréenne.

## Prélude

### Localisation
Séoul est la capitale de la Corée du Sud. Elle est traversée par le fleuve Han qui découpe la cité en deux parties, nord et sud. Séoul est également située à 56 km au sud du 38e parallèle. La bataille se déroule au-delà des défenses des Nations unies au 38e parallèle, qui s’étendent de l'embouchure de la rivière Imjin sur la côte ouest coréenne à la ville de Chuncheon dans le centre de la Corée. Une route baptisée «Route 33» descend vers le sud depuis le 38e parallèle vers la rivière Hantan, traverse Uijeongbu et arrive finalement à Séoul ; c’est une ancienne voie d'invasion vers Séoul. Une autre route traversa la rivière Imjin et relie Séoul et Kaesong par les villes de Munsan et Goyang. Enfin, une route traverse Chuncheon et se connecte à Séoul par le nord-est. L'hiver coréen est dur avec des températures inférieures à −20 °C. Les rivières Imjin et Hantan sont gelées et peuvent se traverser à pied, éliminant un obstacle naturel majeur pour les forces d'invasion chinoises.

### Forces en présence
« [UN evacuation of Korea] will prove to be true soon or at least when our 13th Army Corps reaches Kaesong or Seoul »
— Mao Zedong, 
Au 22 décembre 1950, le front de la huitième armée américaine est stabilisé le long du 38e parallèle. Quelques jours avant sa mort, Walton Walker place le Ier corps (US), le IXe corps (US) et le IIIe corps (ROK) de la 8e armée le long du 38e parallèle pour défendre Séoul. Les Ier et IX Corps américains sont chargés de défendre respectivement la rivière Imjin et la rivière Hantan, tandis que le III Corps sud-coréen est chargé de protéger les zones autour Chuncheon. La limite entre le Ier et le IX Corps est marquée par la route 33 et elle est défendue par la 1re division d'infanterie (ROK), côté ouest et la 6e division d'infanterie (ROK) sur le côté est.
Après avoir subi plus de 45000 pertes à la fin de 1950, la plupart des unités sud-coréennes sont composées de jeunes recrues avec peu de formation. Quelques jours avant la bataille, le général Joseph Lawton Collins, le chef d'état-major de l'United States Army, inspecte les troupes et conclut que la plupart des formations sud-coréennes sont tout juste bonnes à servir les avant-postes. Dans le même temps, la 8e armée américaine souffre d'un mauvais moral en raison de ses précédentes défaites et la plupart de ses soldats s’attendent à une évacuation de la Corée. Le manque de détermination de la 8e armée pour se battre et maintenir le contact avec des forces chinoises entraine un défaut d'information sur les mouvements et les intentions des troupes chinoises. Après avoir inspecté le front le 27 décembre, Matthew Ridgway ordonne aux I et IX Corps d'organiser une nouvelle ligne défensive autour Goyang et Uijeongbu, appelé «Seoul Bridgehead line», pour couvrir le passage de le fleuve Han au cas où les forces de l'ONU devraient évacuer Séoul.
Les forces chinoises, cependant, souffrent de problèmes de logistique et de l'épuisement de leurs victoires précédentes. S’opposant à la troisième phase de la campagne, le commandant Peng Dehuai télégraphie le 7 décembre à Mao pour expliquer qu’il a besoin d'au moins trois mois pour remplacer ses pertes. La plupart de ses troupes ont un besoin critique de réapprovisionnement, de repos et de réorganisation. Le système logistique chinois, qui s'appuie sur la théorie de la guerre populaire et la mobilisation et militarisation des populations, connaît des difficultés en raison de l'indifférence voire de l'hostilité des populations autochtones à proximité du 38e parallèle. Les Chinois commencent à souffrir de la faim et manquent de vêtements pour se protéger du rude hiver.
Répondant aux préoccupations de Peng, Mao limite la portée de l’opération. Il ordonne de cerner les forces sud-coréennes le long du 38e parallèle tout en infligeant autant de dégâts que possible. En constatant que les unités américaines n’entrecoupent pas les formations sud-coréennes, et ne sont donc pas en mesure de soutenir les Sud-Coréens, Mao ordonne à la 13e armée de détruire la 1re division d'infanterie, la 6e division d'infanterie et le IIIe corps d'armée sud-coréens. À la suite des instructions de Mao, Peng place les 38e, 39e, 40e et 50e corps de la 13e armée en face des 1re et 6e division d'infanterie sud-coréennes, tandis que le 42e et le 66e corps de la 13e armée sont déplacés dans le secteur Sud-Coréen. Le date du début de l'offensive est fixée à la veille du Nouvel An afin de profiter d’un assaut de nuit sous la pleine lune et la moindre vigilance des soldats de l'ONU pendant cette période. Pour les mêmes raisons, Ridgway prédit que le Nouvel An serait la date probable de la nouvelle offensive chinoise. Estimant que la destruction des forces sud-coréennes au 38e parallèle rendrait les forces de l'ONU incapables de contre-attaques à l'avenir, Mao promet de retirer toutes les troupes chinoises sur la ligne de front du 38e parallèle pour repos à la fin de la campagne.

## Bataille
Dans la soirée du 31 décembre 1950, la 13e armée lance une attaque massive contre les forces sud-coréennes le long du 38e parallèle. Le long de la rivière Imjin et de la rivière Hantan, les 38e, 39e, 40e et 50e corps réussissent à décimer la 1re division sud-coréenne tout en poursuivant la 6e division. Dans le secteur de Chuncheon, le 42e et le 66e corps chinois forcent la retraite du 3e corps sud-coréen. Au 1er janvier 1951, les défenses du 38e parallèle se sont complètement effondrées et Ridgway ordonne l'évacuation de Séoul le 3 janvier.

### Opérations sur le fleuve Han et la rivière Imjin

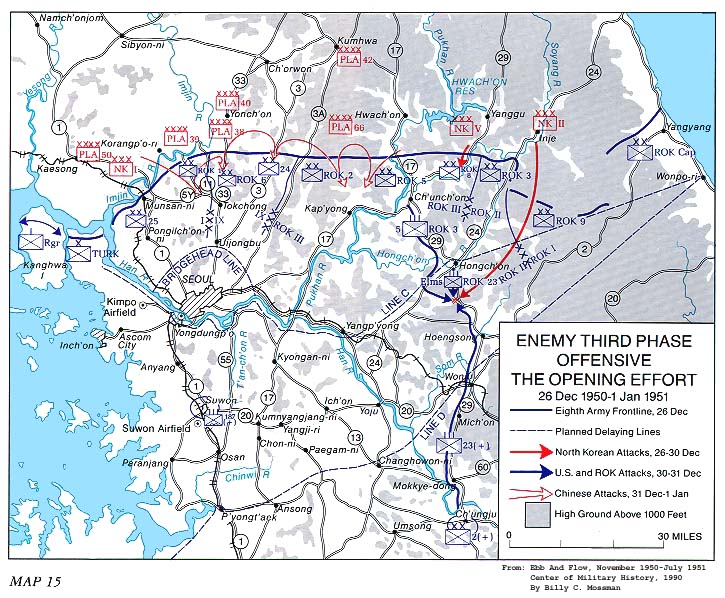
Carte de la troisième phase de la campagne chinoise en Corée.

Au 15 décembre 1950, la 1re division d’infanterie sud-coréenne a reculé vers la ville de Choksong sur la rive sud de la rivière Imjin ; sa position défensive initiale au début de la guerre de Corée,. Sur le flanc droit de la 1re division d'infanterie, la 6e division d'infanterie est située au nord de Dongducheon le long de la rive sud de la rivière Hantan. La 1re division d'infanterie est chargée de défendre la rivière Imjin en plaçant ses 11e et 12e régiments respectivement à l'ouest et à l’est de Choksong, tandis que la 6e division d'infanterie doit défendre la Route 33 à proximité de la rivière Hantan en plaçant ses 7e et 19e régiments de chaque côté de la route. Le 15e régiment de la 1re division d'infanterie et le 2e Régiment de la 6e division d'infanterie sont maintenus à l'arrière en réserve,. Les Sud-Coréens ont également construit de nombreux bunkers, champs de mines et obstacles barbelés sur les deux rives de la rivière afin de renforcer les défenses et de maintenir le moral des troupes.
Face à la défense sud-coréenne, les Chinois préparaient leur offensive depuis plus d'un mois. Dans les semaines précédent la troisième phase de la campagne chinoise, des éléments avancés du 39e corps AVPC ont conduit une reconnaissance détaillée sur les défenses sud-coréennes. Les positions sud-coréennes ont ensuite été analysées par le commandement chinois, des ingénieurs et des officiers d'artillerie. Des compagnies chinoises composées d'équipes d'assaut et d'ingénieurs sont spécialement formées pour mener l'attaque sur les rivières Imjin et Hantan. Au cours de cette préparation, les unités d'artillerie chinoises subissent de lourdes pertes dans les attaques aériennes de l'ONU, mais le commandant adjoint Han Xianchu a tout de même réussi à monter une centaine de pièces d'artillerie contre les fortifications sud-coréennes. Le 22 décembre, le Haut Commandement AVPC émet les ordres opérationnels qui marque le début de la campagne. Le 39e et le 50e corps sont chargés de la destruction de la 1re division d'infanterie (ROK), tandis que le 38e et le 40e corps sont chargés de la destruction de la 6e division d’infanterie de la République de Corée.
Agissant sur les intuitions de Ridgway, les QG de l'Armée sud-coréenne ordonne de mettre en alerte toutes les unités à la tombée de la nuit du 31 décembre, mais beaucoup de ses soldats sont soit en état d'ébriété en raison de la célébration du Nouvel An ou ont abandonné leurs postes pour échapper au froid,. Les unités d’artillerie chinoise commencent à bombarder les défenses sud-coréennes à 16h30 le 31 décembre. Les premières frappes visent le 12e régiment de la 1re division d'infanterie sud-coréenne, parce qu’il se situe entre les 1re et 6e divisions d'infanterie sud-coréenne et entre les Ier et IXe corps US,. Parce que les berges de la rivière sur les flancs du 12e régiment sont composées de hautes falaises difficiles à escalader pour l’assaillant, la majorité des forces du régiment sont utilisées pour défendre son centre. En constatant ce développement, le 39e corps chinois décide d’attaquer sur les flancs du 12e régiment pour un effet de surprise maximum. À la suite d'une attaque de diversion sur le centre du 12e régiment, les 116e et 117e divisions du 38e corps chinois frappent ensuite les deux flancs du 12e régiment. Le 12e régiment est totalement pris au dépourvu et n’offre que peu de résistance, et en quelques heures, le régiment est anéanti avec une batterie de la 9th US Field Artillery Battalion saisi par les Chinois. Sous le couvert des soldats coréens fuyant, les forces chinoises pénètrent la défense du 15e Régiment sans coup férir. Prêts à tout pour contenir la percée chinoise, le général de brigade Paik Sun Yup de la 1re division d'infanterie utilise le personnel de service en arrière de la division pour former un bataillon d'assaut, mais le bataillon est incapable de stopper l'avancée chinoise,. Avec seulement le 11e Régiment intact au matin du 1er janvier, la 1re division infanterie de la République de Corée est contrainte de se retirer le 2 janvier.
« Only few miles north of Seoul, I ran head-on into that fleeing army. I'd never had such an experience before, and I pray to God I never witness such a spectacle again »
— Matthew B. Ridgway
Cependant, les attaques chinoises contre la 6e division d'infanterie ROK ne se sont pas déroulées comme le commandement l'avait prévu. Le plan initial prévoyait que les 38e et 40e Corps chinois attaquent le 19e régiment de la 6e division d'infanterie sud-coréenne sur le flanc droit, mais la majeure partie des forces chinoises ont attaqué le 19e régiment d'infanterie US de la 24e division d'infanterie mécanisée, qui était en poste sur le flanc est du 19e régiment (ROK). En raison de la faiblesse du renseignement chinois, la charge chinoise traverse plusieurs champs de mines entraînant de lourdes pertes parmi les rangs des assaillants. En dépit des pertes, les Chinois poussent le 19e régiment d'infanterie US à reculer, exposant le flanc droit de la 6e division d'infanterie (ROK) dans le processus,. Avec la 1re division d'infanterie sud-coréenne hors d’état et les défenses de la 24e division d'infanterie US enfoncées, les forces chinoises qui attaquent sur les deux flancs de la 6e division d’infanterie (ROK), avancent alors vers le sud dans une tentative d'encercler la division. À minuit le réveillon du Nouvel An, la 6e division d'infanterie est contrainte à une retraite totale. Bien que les Chinois aient réussi à intercepter certains éléments de la 6e division d'infanterie, la plupart des Sud-Coréens ont échappé au piège en infiltrant les lignes chinoises par des sentiers de montagne. Alors que Ridgway tente d'inspecter le front au matin du 1er janvier, il est accueilli par les restes de la 6e division d'infanterie désarmés et en fuite à quelques kilomètres au nord de Séoul. Malgré les efforts de Ridgway pour l’arrêter, la 6e division poursuit sa retraite vers le sud. Ce n’est que par l'intervention personnelle du président sud-coréen Syngman Rhee que la division stoppe finalement sa fuite. Dans la nuit du 1er janvier, les défenses de l'ONU le long des rivières Imjin et Hantan s'effondrent définitivement alors que les Chinois ont avancé de 14 km dans le territoire contrôlé par l'ONU. Les Chinois décident d’arrêter leur avancée le 2 janvier.

### Gapyeong et Chuncheon
Au début de la bataille, le IIIe corps ROK est situé à l'est de la 24e division d'infanterie du IXe corps US. Il est chargé de la défense du 38e parallèle au nord de Gapyeong et Chuncheon. Composé de quatre divisions, le IIIe corps ROK place sa 2e division d'infanterie sur son flanc gauche sur les collines au nord de Gapyeong, tandis que la 5e division d'infanterie est chargée de défendre le centre du corps à Chuncheon. Le froid de l'hiver crée de grandes difficultés pour les défenseurs sud-coréens, avec la neige qui entrave la construction et les routes glacées qui limite l'approvisionnement en vivres et en munitions. La guérilla nord-coréenne est également très active dans la région, et cause de graves perturbations à l'arrière du IIIe corps.
L'ordre opérationnel de la troisième phase de la campagne appelle les 42e et 66e corps à protéger le flanc gauche chinois en éliminant les 2e et 5e divisions d'infanterie sud-coréennes, tout en coupant la route entre Chuncheon et Séoul. Suivant ces instructions, les deux corps chinois frappent rapidement après minuit le réveillon du Nouvel An. La 124e division chinoise pénètre les flancs de la 2e division d'infanterie sud-coréenne, puis bloque sa retraite,. Piégés, les 17e et 32e régiments de la 2e Division d'infanterie sont forcés de battre en retraite dans le désordre. Alors que le 66e corps met la pression sur l'avant de la 5e division d'infanterie sud-coréenne, la 124e division chinoise manœuvre vers l'est en arrière des troupes coréennes afin de bloquer la retraite de la 5e division d'infanterie. Le 36e régiment de la 5e division d'Infanterie sud-coréenne se retrouve encerclé par les Chinois, et le 36e Régiment doit s'échapper en s'infiltrant dans les lignes chinoises par des sentiers de montagne. Au 1er janvier, le IIIe corps a perdu le contact avec les 2e et 5e divisions d'infanterie, tandis que le reste du IIIe corps se retire de la ville de Wonju. Le 5 janvier, les 42e et 66e corps chinois sont relevés par les IIe et Ve corps de l'Armée populaire de Corée (APC) et ces derniers lancent une offensive séparée vers Wonju,.

### Évacuation de Séoul
À la suite des attaques chinoises sur le long le 38e parallèle, Ridgway craint que les Chinois exploitent la percée à Chuncheonen pour encercler entièrement la 8e armée. Il n’est pas non plus confiant dans la capacité des troupes de l'ONU à tenir contre l'offensive chinoise. Dans la matinée du 3 janvier, après avoir conféré avec le major-général Frank W. Milburn et le major-général John B. Coulter, respectivement commandants le Ier corps et le IXe corps US, Ridgway ordonne l'évacuation de Séoul. Avec l'effondrement des défenses des Nations unies sur le 38e parallèle, la retraite est en cours depuis le 1er janvier. À 09h00 le 1er janvier, Milburn ordonne au 1er corps US de se replier sur la Seoul Bridgehead line. À la suite de ces ordres, la 25e division d'infanterie du 1er corps US prend position à l'ouest de Koyang, tandis que la 29e brigade d'infanterie britannique du 1er corps pousse à l'Est,. À l'est du Ier corps, Coulter ordonne également le retrait du IXe corps à 14h00 avec la 27e brigade anglo-australienne du Commonwealth britannique couvrant la retraite,. Une partie des forces chinoises réussissent à piéger le 3e bataillon du Royal Australian Regiment (3RAR) de la 27e brigade du Commonwealth britannique à Uijeongbu au cours de leurs attaques contre la 6e division d'infanterie ROK. Lors de la bataille d'Uijeongbu (en), le bataillon australien réussit à s'extraire du piège avec moins d'une dizaine de blessés. À minuit, le 1er janvier, la 24e division d'Infanterie du IXe corps atteint la Seoul Bridgehead line au sud d'Uijeongbu, et la 27e brigade du Commonwealth est déplacée à l'arrière IXe corps en réserve.
Les forces chinoises n'avaient pas la capacité à tenir le siège devant la ville, l'ordre d'évacuation prend donc Peng Dehuai par surprise. Dans la matinée du 3 janvier, Peng ordonne à la 13e armée AVPC de poursuivre les forces de l’ONU dans leur retraite en attaquant en direction de Séoul. Les 24e et 25e division d'infanterie US et la 29e brigade d'infanterie Britanniques subissent de plein fouet les attaques chinoises. Dans le secteur du IXe Corps US, le 38e corps AVPC attaque immédiatement la 24e division d'infanterie US alors que les Américains sont en pleine retraite. Dans les violents combats qui ont suivi, le 19e régiment d'infanterie US sur le flanc gauche de la division est impliqué dans de nombreux combats au corps à corps avec les Chinois autour d’Uijeongbu. Les Chinois débordent les compagnies E et G du 19e régiment d'infanterie US au cours de leurs attaques, cependant les tirs d'artillerie et les frappes aériennes américaines infligent près de 700 pertes en retour à l'ennemi. Face à la lourde pression chinoise, la 27e brigade du Commonwealth est à nouveau appelée afin de couvrir la retraite du IXe corps US. Après l’évacuation de la 24e division US de Séoul dans la nuit du 3 janvier, la 27e Brigade du Commonwealth commence à traverser le fleuve Han dans la matinée du 4 janvier et à 7h40, l'ensemble du IXe corps américain a quitté Séoul.
« At last after weeks of frustration we have nothing between us and the Chinese. I have no intention that this Brigade Group will retire before the enemy unless ordered by higher authority in order to conform with general movement. If you meet him you are to knock hell out of him with everything you got. You are only to give ground on my orders »
— Général Thomas Brodie, 
Sur le flanc gauche de la 24e division d'infanterie US, la 29e brigade d'infanterie Britanniques du Ier corps américain est impliquée dans les combats les plus durs de toute la bataille. La 29e brigade d'infanterie est chargée de défendre la région à l'est de Goyang sur la Seoul Bridgehead line. Le 1er bataillon des Royal Ulster Rifles (1RUR) couvre le flanc gauche de la brigade, alors que le 1er bataillon des Royal Northumberland Fusiliers (en) (1RNF) est posté sur le flanc droit de la brigade. Le 1er bataillon du Gloucestershire Regiment et le 1er bataillon du 21e régiment de l'Armée royale thaïlandaise couvrent l'arrière de la brigade avec le soutien d'artillerie,. À 04h00 le 3 janvier, le 1RUR établit les premiers contacts avec la 149e division du 50e corps AVPC. Les Chinois prennent par surprise et débordent les compagnies B et D du 1RUR, mais une contre-attaque menée par le major CAHB Blake du 1RUR restaure la position du bataillon au matin. Durant l’attaque contre le 1RUR, les forces Chinoises infiltrent aussi les positions du 1RNF en exploitant les vallées non défendues entre les collines occupées par les Britanniques. L'ensemble du 1RNF se retrouve bientôt sous les tirs de snipers et les Chinois multiplient les tentatives pour capturer la compagnie Y du 1RNF. Pour reprendre la position du 1RNF, le général Thomas Brodie (en) de la 29e brigade d'infanterie envoie la compagnie W du 1RNF avec quatre chars Churchill en renfort. Ces renforts sont accueillis sous le feu des mitrailleuses et des mortiers, mais la résistance chinoise s'écroule quasi immédiatement sous les assauts dévastateurs des chars. Les troupes chinoises survivantes ont alors fui sous les bombardements de mortiers de 4.2 pouces (en) et des canons de campagne de 25 livres. Lors de ces combats, la 29e brigade d'infanterie a subi au moins 16 morts, 45 blessés et trois disparus et 200 chinois ont été trouvés morts sur les positions du 1RNF.

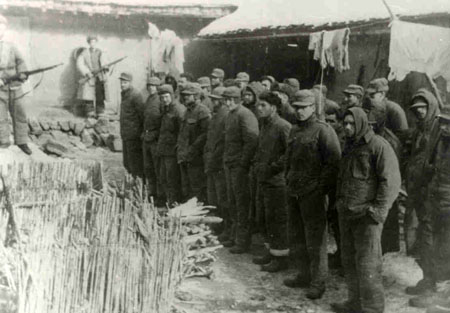
Des soldats de la d'infanterie britannique capturés par les soldats chinois.

Pendant que la 149e division AVPC et la 29e brigade d'infanterie britanniques combattent à l'est de Goyang, la 25e division d'infanterie US du Ier corps US commence à se retirer du flanc gauche de la 29e brigade d'infanterie. Le plan d'évacuation prévoit une retraite coordonnée entre la 25e division d'infanterie américaine et la 29e brigade d'infanterie Britanniques afin d'empêcher les Chinois de s’infiltrer à l’arrière des positions de l'ONU, mais les violents combats rendent rapidement la coordination entre les unités américaines et britanniques impossible. Le 27e régiment d'infanterie de la 25e division d'infanterie US prend alors position à l'arrière-garde du Ier corps US. En conséquence, la 25e division d'infanterie et la 29e brigade d'infanterie reçoivent l'ordre d'évacuer à 15h00 le 3 janvier. La 25e division d'infanterie se retire sans trop de difficultés, mais le retrait de la 29e brigade d'infanterie ne peut pas commencer avant la nuit tombée vers 21h30. L’espace étant laissé totalement ouvert entre l’arrière-garde américaine et les unités britanniques, le 446e régiment de la 119e division AVPC prend à revers les troupes britanniques et met en place une embuscade contre le 1RUR et la Force Cooper des 8th (King's Royal Irish) Hussars,,. Le 1RUR et la Force Cooper sont rapidement débordés par les soldats chinois. Les Chinois attaquent les chars Cromwell de la Force Cooper avec des grenades à manche et des torpilles Bangalore et réussissent à en détruire plusieurs,. Dans le combat au corps à corps désespérés qui suit, bien qu'une centaine de soldats du 1RUR réussît à s'échapper du piège sous le commandement du major JKH Shaw, le major Blake du 1RUR et le capitaine D. Astley-Cooper de la Force Cooper sont tués, tandis que 208 soldats britanniques sont portés disparus, la plupart capturés par les Chinois,. Le 27e régiments d'infanterie US tente une opération de sauvetage des troupes britanniques piégées, mais le général Thomas Brodie (en) arrête l'opération afin d'éviter de plus grandes pertes encore,.
Lorsque la 29e brigade d'infanterie britanniques quitte Séoul à 08h00 le 4 janvier, le 27e régiment d'infanterie US est la dernière unité tactique de l'ONU encore dans la ville. Après quelques engagements à la périphérie de Séoul, le 27e régiment d'infanterie traverse le Han à 14h00 le 4 janvier. Le 5 janvier, Ridgway ordonne à la 8e armée de se retirer du fleuve Han et de former une nouvelle ligne défensive, surnommé « ligne D », sur le 37e parallèle entre Pyeongtaek et Changhown,. Le port d'Incheon port et l'aérodrome de Kimpo sont ensuite détruits pour empêcher leur utilisation pour les forces chinoises et nord-coréennes.
Dans l'après-midi du 4 janvier, le 1er corps nord-coréen (KPA), le 38e corps AVPC et le 50e corps AVPC entrent dans Séoul, vide et partiellement en flammes. La plupart des civils ont fui vers le sud par le fleuve Han gelé ou dans les campagnes environnantes. Le gouvernement sud-coréen à Séoul, qui se limitait au personnel strictement essentiel avant la bataille, a aussi évacué la ville. Un peloton chinoise atteint l'hôtel de ville vers 13h00 et hisse le drapeau nord-coréen. Le 5 janvier, Peng Dehuai ordonne au 50e corps AVPC et au Ier corps KPA de prendre de Gimpo et Incheon. Les autres unités sont autorisées à prendre repos sur la rive nord du fleuve Han. Le 7 janvier, Peng arrête la troisième phase de la campagne en raison de l'épuisement des troupes et d'éviter une répétition du débarquement d'Incheon.

## Conséquences
« Now that [they] celebrate the recovery of Seoul, what would they have to say if the military situation requires us to evacuate Seoul in the future ? »
— Général Deng Hua
Bien que les pertes de l'ONU demeurent modérées durant la bataille,,, la troisième bataille de Séoul est un important succès pour l'armée chinoise, et le moral des forces de l'ONU sombre à son plus bas niveau de la guerre. Le général Matthew Ridgway est aussi extrêmement mécontent de la performance de la 8e armée, sur laquelle il n’a aucun contrôle en raison de la mort soudaine de Walton Walker. Ridgway prend des mesures immédiates pour restaurer le moral et la combativité des forces de l'ONU en Corée,. Avec Ridgway à la tête de la 8e armée, MacArthur commence à reprendre confiance en la capacité des forces de l'ONU de tenir la Corée, et le plan d'évacuation de l'ONU est abandonné le 17 janvier.
Pendant ce temps à l'ONU, bien que les membres de l'ONU et les États-Unis soient initialement divisés sur la façon de réagir à l'intervention chinoise en Corée, le rejet chinois de la proposition onusienne de cessez-le-feu rallie les principaux membres de l'ONU à la position américaine. Quelques jours après la fin de la bataille, une résolution de l'ONU qui condamne la Chine comme agresseur est adoptée le 1er février. De l'avis de l'historien Bevin Alexander (en), le rejet chinois du cessez-le-feu endommage le prestige international que ces derniers ont construit à partir de leurs succès militaires antérieurs, et, en conséquence, il leur est plus difficile de rejoindre l'ONU et de contrer le soutien américain à Taïwan,. La guerre de Corée, qui finalement se clôture le long du 38e parallèle, se prolonge encore deux années sanglantes en raison de la demande chinoise de retirer toutes les forces de l'ONU de la péninsule coréenne.
Malgré sa victoire, l’Armée des volontaires du peuple chinois est complètement épuisée après avoir combattu sans interruption depuis le début de son intervention en Corée. Le commandant adjoint Han Xianchu rapporte plus tard que, bien que les pertes au combat soient relativement légères avec seulement 8 500 victimes, la mauvaise logistique et l'épuisement au cours de la troisième phase de campagne éreinte complètement la « colonne vertébrale » des forces chinoises. La « campagne d’interdiction no 4» de l’US Far East Air Forces qui est lancée le 15 décembre 1950 contre les lignes de ravitaillement nord-coréennes et chinoises, empêche les Chinois de poursuivre leur offensive plus au sud. Estimant que les forces de l'ONU en Corée sont complètement démoralisées et incapables de contre-attaquer, Mao Zedong autorise finalement l'AVPC à se reposer pendant au moins deux ou trois mois, tandis que Peng Dehuai et d'autres commandants chinois planifient une dernière bataille décisive pour le printemps 1951. Mais à la surprise des commandants chinois, Ridgway et la 8e armée américaine contre-attaquent avec l'Opération Thunderbolt (1951) (en) dès le 25 janvier 1951,.